# Pierre Danican Philidor

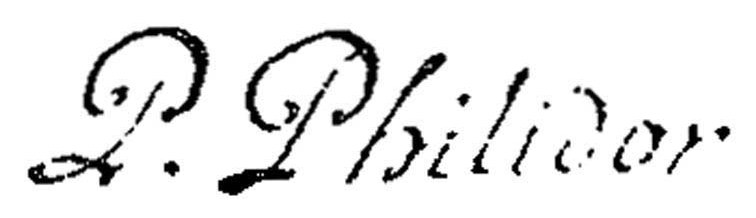
Signature de Pierre D. Philidor

Pierre Danican Philidor est un compositeur et musicien français né à Paris le 22 août 1681 et mort à Versailles le 1er septembre 1731.

## Biographie
« Je dirai au sujet de Pierre Danican Philidor, dont je viens de parler, qu’il est le premier avec un des Desjardins, tous deux Hautbois de la première Compagnie des Mousquetaires du Roi, que Lully fit entrer dans l’Orchestre de l’Opéra, et qu’il en fut si satisfait, qu’il les employa dans quelques-uns de ses Motets, surtout dans son Te Deum, où il fit entrer les Trompettes et les Timballes [...] » écrit Titon du Tillet dans son Parnasse François.
Fils de Jacques Danican Philidor « le Cadet » et neveu d'André Danican Philidor,, Pierre Danican Philidor est, dès 1697, hautbois et violon de la Grande Écurie du roi, de la Chapelle royale en 1704, et intègre les Petits Violons quatre ans plus tard. Il semble avoir vécu à Paris, rüe Betisy, chez le perruquier attenant (l'enseigne) les trois Roys. En 1716, il obtient également une charge de joueur de viole à la Chambre, où il compte comme collègue François Couperin et Marin Marais.
Une pastorale de sa composition est jouée à la cour en 1697 mais il est surtout connu pour ses Six Suites à deux flûtes traversières et ses six autres à dessus et basse, publiées en 1717 et 1718. En 1720, il est musicien de l’orchestre de l’Opéra. En 1726, il démissionne de son poste de Grand Hautbois en faveur de son frère cadet Nicolas, mais reste joueur de viole jusqu'à peu avant sa mort, où il cède également ce poste à Nicolas.

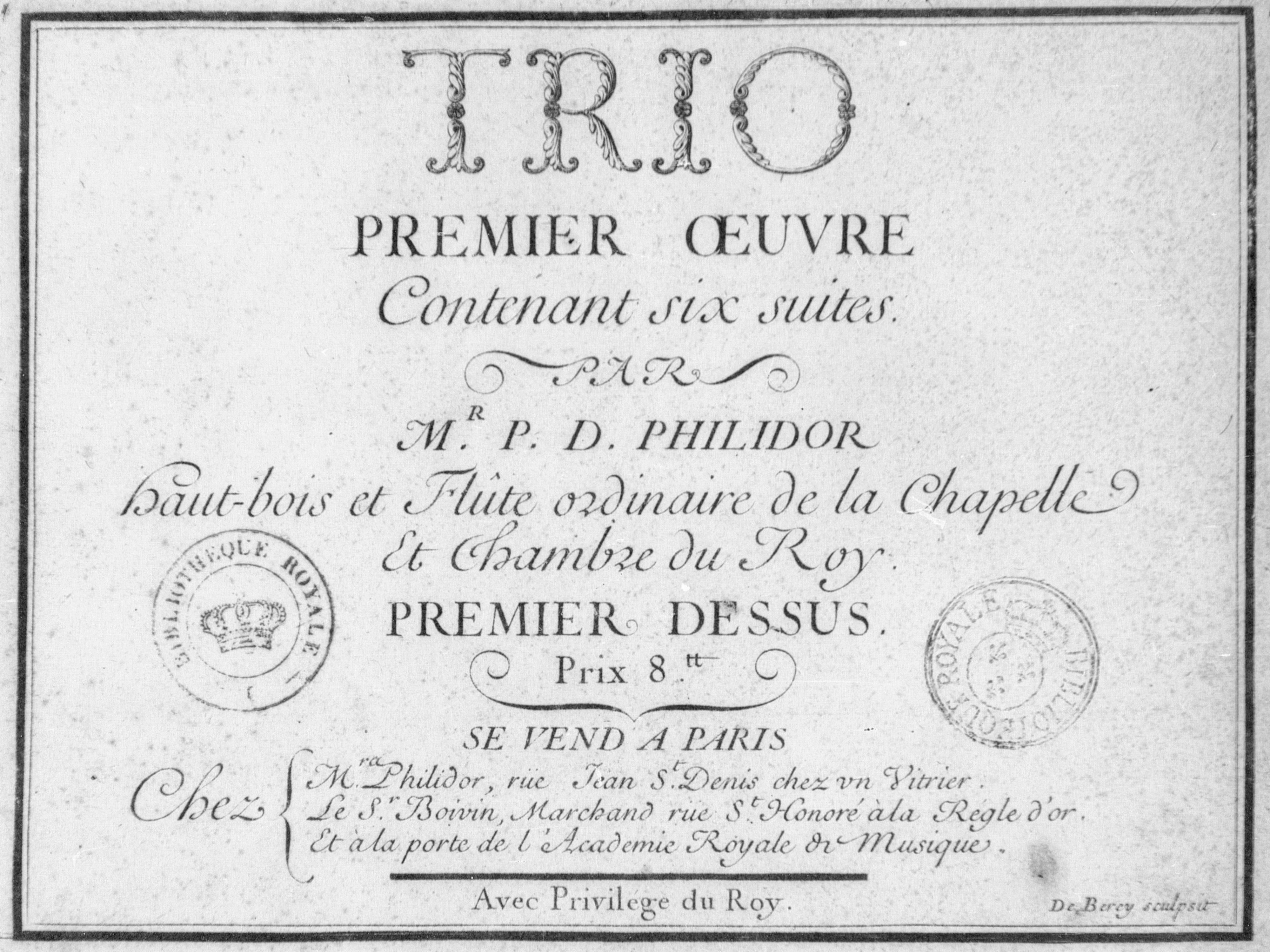
Frontispice de l'édition des trios de Pierre D. Philidor, Paris, 1717

Les trios de 1717, dédiés à l’Évêque de Rennes, grand maître de la Chapelle du Roy, sont parmi ses plus belles réalisations. Depuis ceux de Mlle de La Guerre, qui avaient eu le privilège de plaire à Louis XIV, cette forme avait été pressentie par le monarque comme la représentation parfaite de son goût le plus pur pour les arts. Marin Marais avait, d’ailleurs, livré ses propres suites en 1692 suivis de près par les trois Livres de Michel De La Barre (respectivement en 1694, 1700 et 1707) et par celui de Jacques-Martin Hotteterre « le Romain » en 1712.

## Principales œuvres
- 1702 : L’Églogue de Marly[5], pastorale représentée devant Monseigneur, puis devant Louis XIV[6].
- 1717 : Suites pour hautbois et basse continue.
- 1717 : Trois suites à deux flûtes traversières seules plus trois autres suites dessus et basses pour les hautbois, flûtes et violons.
- 1717 : Trio, première œuvre contenant six suites.
- 1718 : Première suite à deux flûtes traversières seules et une autre dessus et basse pour hautbois, flûtes et violons, avec une réduction de La Chasse.
- 1718 : Deux suites à deux flûtes traversières.

## Discographie
- Suites pour hautbois & basse continue, L'Assemblée des honnestes curieux, CD Zig-Zag territoires, 2007[4].